# 决战朝鲜
决战朝鲜，是金山软件公司下属西山居软件有限公司于1999年4月开始发行的一款回合制战略电脑游戏。由于当年中国驻南联盟大使馆被炸的五八事件导致中国人反美情绪高涨，上市后连续三个月高居连邦销售排行榜的第一名，创下了16万套的销售业绩。2000年停售。
该游戏的背景为1950年至1953年的朝鲜战争，玩家的角色是扮演中国人民志愿军一支虚拟的部队——“独立一师”的指挥官，并同时指挥其它志愿军和朝鲜人民军部队击败联合国军，赢得这场战争。